# GNU TeXmacs
GNU TeXmacs — платформа для підготовки та редагування документів зі спеціальними можливостями для науковців. Метою системи є створення уніфікованої платформи для редагування структурованих документів із вмістом різного типу (текст, ілюстрації, математичні формули, інтерактивний зміст тощо). Ядро для відображення використовує високоякісні алгоритми верстки для того, щоб користувач отримував професійно оздоблені документи, які можна було б роздруковувати або демонструвати з портативного комп'ютера.
До складу системи входить текстовий редактор з підтримкою засобів для редагування формул, простих технічних ілюстрацій, програмою для створення презентацій. Більше того, TeXmacs може використовуватись як інтерфейс до багатьох комп'ютерних алгебраїчних систем, систем чисельного аналізу, статистики тощо. Користувачі можуть створювати нові стилі візуалізації, нові макроси, використовуючи мову програмування Scheme.
TeXmacs доступний на всіх основних Unix подібних системах, та Windows. Документи можна зберігати в форматі GNU TeXmacs, XML або Scheme (мова програмування), роздруковуватись у вигляді файлів PostScript або PDF. Існують конвертери форматів TeX/LaTeX та HTML/MathML.

## Підтримка української
Завдяки  роботі Володимира Лисівки GNU TeXmacs має українізований інтерфейс користувача. Робота з україномовними документами також має підтримуватись.